# Obrium balteatum
Obrium balteatum är en skalbaggsart som beskrevs av Hovore och Chemsak 1980. Obrium balteatum ingår i släktet Obrium och familjen långhorningar. Inga underarter finns listade i Catalogue of Life.